# Bossier Parish
Das Bossier Parish (französisch Paroisse de Bossier) im US-amerikanischen Bundesstaat Louisiana. Im Jahr 2020 hatte das Parish 128.746 Einwohner und eine Bevölkerungsdichte von 59,2 Einwohnern pro Quadratkilometer. Der Verwaltungssitz (Parish Seat) ist Benton.
Das Bossier Parish ist Bestandteil der Metropolregion Shreveport-Bossier City am Red River.

## Geografie
Das Parish liegt im Nordwesten von Louisiana, grenzt im Norden an Arkansas und ist im Westen etwa 40 km von Texas entfernt. Es wird im Westen vom Red River begrenzt und hat eine Fläche von 2245 Quadratkilometern, wovon 72 Quadratkilometer Wasserfläche sind. An das Bossier Parish grenzen folgende Nachbarparishes und -countys:
| Miller County (Arkansas) | Lafayette County (Arkansas) |                  |
| Caddo Parish             |                             | Webster Parish   |
|                          | Red River Parish            | Bienville Parish |

## Geschichte

P. Bossier

Das Bossier Parish wurde 1843 aus Teilen des Claiborne Parish gebildet. Benannt wurde es nach Pierre Bossier (1797–1844), einem früheren Mitglied des Repräsentantenhauses der USA.
Der erste Verwaltungssitz war Freedonia, das wenig später in Society Hill umbenannt wurde und heute den Namen Bellevue trägt. 1850 hatte das Bossier Parish 6952 Einwohner.
Als 1888 das Gerichts- und Verwaltungsgebäude in Bellevue teilweise abbrannte, wurde der Sitz der Verwaltung nach Benton verlegt. 1890 wurde ein dort ein neues Gerichtsgebäude in Betrieb genommen.
Das heutige Bossier Parish Counthouse wurde in den frühen 1970er Jahren errichtet.

## Demografische Daten

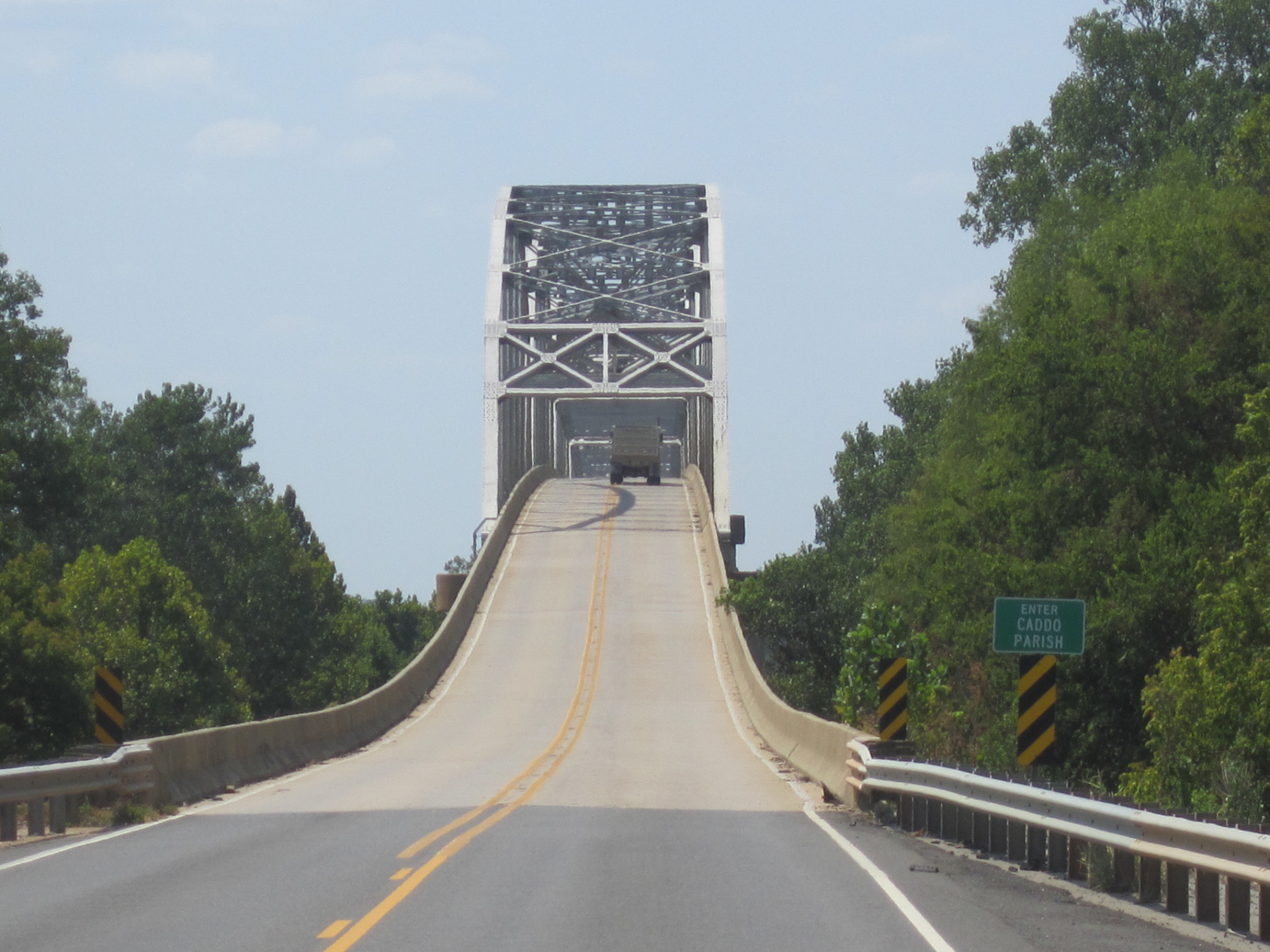
Red River Bridge

Nach der Volkszählung im Jahr 2010 lebten im Bossier County 11.6979 Menschen in 43.962 Haushalten. Die Bevölkerungsdichte betrug 53,8 Einwohner pro Quadratkilometer. In den 43.962 Haushalten lebten statistisch je 2,59 Personen.
Ethnisch betrachtet setzte sich die Bevölkerung zusammen aus 74,1 Prozent Weißen, 21,1 Prozent Afroamerikanern, 0,6 Prozent amerikanischen Ureinwohnern, 1,8 Prozent Asiaten, 0,2 Prozent Polynesiern sowie aus anderen ethnischen Gruppen; 2,1 Prozent stammten von zwei oder mehr Ethnien ab. Unabhängig von der ethnischen Zugehörigkeit waren 6,2 Prozent der Bevölkerung spanischer oder lateinamerikanischer Abstammung.
25,3 Prozent der Bevölkerung waren unter 18 Jahre alt, 62,4 Prozent waren zwischen 18 und 64 und 12,3 Prozent waren 65 Jahre oder älter. 50,6 Prozent der Bevölkerung war weiblich.
Das jährliche Durchschnittseinkommen eines Haushalts lag bei 51.771 USD. Das Pro-Kopf-Einkommen betrug 26.248 USD. 13,9 Prozent der Einwohner lebten unterhalb der Armutsgrenze.

## Ortschaften im Bossier Parish

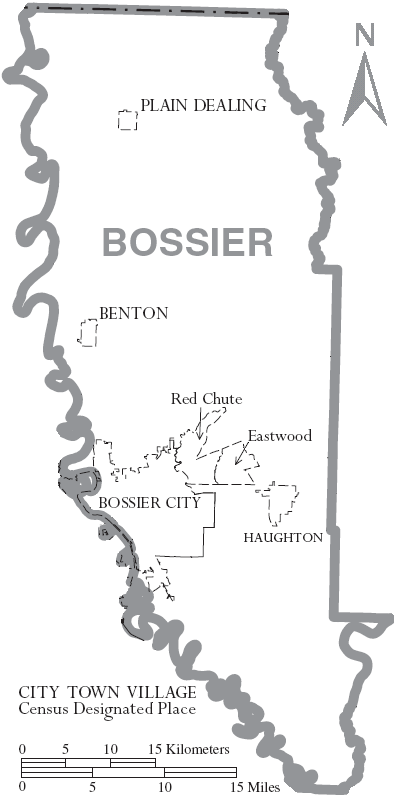
Ortschaften im Bossier Parish

Citys
- Bossier City
- Shreveport1

Towns
- Benton
- Haughton
- Plain Dealing

Census-designated places (CDP)
- Eastwood
- Red Chute

Andere Unincorporated Communities
| - Adner - Alden Bridge - Antrim - Arkana - Atkins - Barso - Bellevue - Bodcau - Bolinger - Brownlee - Caplis | - Carterville - Collinsburg - Cooterville - Curtis - Dukedale - Elm Grove - Ferguson - Fillmore - Fosters - High Island - Hinkle | - Honore - Hughes - Ivan - Knot Point - Koran - Lagas - Lela - Leslie - Linton - Magenta - Mayers | - McDade - Midway - Morameal - Morris - Mot - Ninock - Oakland - Palmetto - Poole - Princeton - Redland | - Rocky Mount - Sligo - Swindleville - Taylortown - Vanceville - Wardview - Willow Chute |

1 – überwiegend im Caddo Parish

## Gliederung

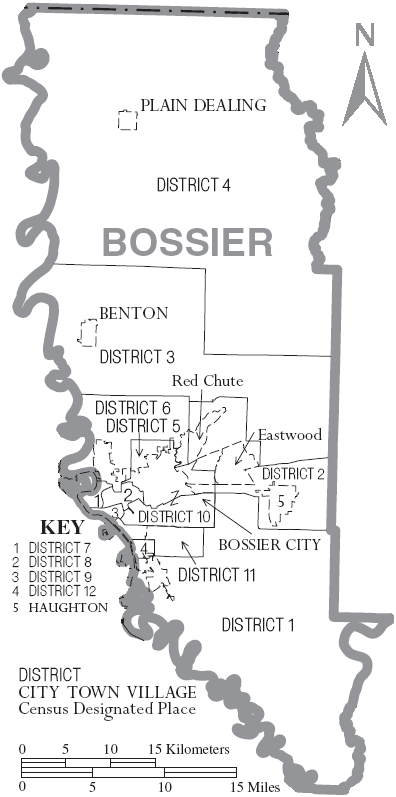
Gliederung des Bossier Parish

Das Bossier Parish ist in zwölf durchnummerierte Distrikte eingeteilt:
| Distrikt | Einwohner (2010) | FIPS     |
| -------- | ---------------- | -------- |
| 1        | 9829             | 22-94021 |
| 2        | 10.245           | 22-94219 |
| 3        | 10.086           | 22-94399 |
| 4        | 8974             | 22-94582 |
| 5        | 11.961           | 22-94780 |
| 6        | 12.694           | 22-94948 |
| 7        | 7696             | 22-95107 |
| 8        | 7877             | 22-95251 |
| 9        | 8359             | 22-95368 |
| 10       | 10.377           | 22-95470 |
| 11       | 8160             | 22-95548 |
| 12       | 10.721           | 22-95614 |